# Anahí
Anahí Giovanna Puente Portillo, coneguda artísticament com a Anahí (Ciutat de Mèxic, 14 de maig de 1983) és una actriu i cantant mexicana.

## Biografia
Anahí va començar actuant amb només dos anys a la sèrie televisiva infantil Chiquilladas. Com a actriu ha participat en moltes pel·lícules com: Nacidos para morir.
El seu primer disc va ser Anahí, el segon disc va ser ¿Hoy es mañana?. També va crear una cançó «Mensajero del Señor», que es va fer per una celebració important a Mèxic. Va fer un tercer disc Anclado en mi corazón, i va actuar al film Baby Blue on mostra una gran maduresa interpretativa. El 2000 va ser un bon moment per l'actriu perquè va fer moltes telenovel·les: Vivo por Elena, El diario de Daniela, Mujeres engañadas.
Anahí és una persona reconeguda pel públic i ha obtingut molts premis. S'ha fet conèixer sobretot en la sèrie Rebelde,i forma part d'un grup musical RBD format juntament amb Dulce María, Maite Perroni, Alfonso Herrera, Christian Chávez, Christopher Uckermann. Durant molt de temps ha sigut un grup de gran èxit, fins i tot en van fer una sèrie RBD la familia on fa el paper d'Annie, però darrerament van anunciar la seva separació com a grup i es van acomiadar dels seus fans en una gira el 2008, Empezar desde Cero World Tour 2008.
Va estrenar el seu primer senzill en solitari des de RBD, «Mi Delirio», als Premios Juventud 2009 a Miami a l'estat nord-americà de Florida. L'àlbum va rebre un disc d'or al Brasil. Després de Thalía, és la segona artista mexicana que hi va rebre un disc d'or.
La gira, Mi Delirio World Tour va començar el 3 de novembre de 2009 a São Paulo. Segons la revista Billboard, seria la setena gira més rendible de 2010.
Després de l'èxit de «Mi Delirio», el 23 de novembre de 2010, Anahí va llançar l'àlbum Mi Delirio - Edición Deluxe. L'àlbum inclou totes les cançons llançades amb el primer àlbum, a més de quatre cançons noves: «Alérgico», «Pobre tu Alma», «Ni Una Palabra» i «Aleph». L'àlbum també conté una carta de l'escriptor brasiler Paulo Coelho a Anahí.
El 2011, Anahí i Christian Chávez han treballat junts per primera vegada des que RBD. Han gravat la cançó «Libertad». La cançó serà inclosa en el nou àlbum de Christian Chávez.
Al maig de 2011, Anahí i el pop llatí, protagonitzada per Bryan Amadeus i Ale Sergi van ser convidats per MTV Latinoamérica per l'estrena de la sèrie televisiva Popland! La cançó «Click» va ser llançat al més de setembre de 2011.
El 5 de juliol de 2011, Anahí va llançar una nova cançó anomenada «Dividida», que serà inclosa en un nou àlbum i també és el tema d'obertura de la sèrie televisiva que protagonitza,Dos Hogares. Durant el rodatge de la sèrie de televisió, també ha gravat la cançó de tancament «Rendirme en tu Amor” amb Carlos Ponce.

## Discografia
| Any de publicació | Títol de l'àlbum                               | Discogràfica         |
| 1993              | Anahí                                          | Para Música (México) |
| 1996              | ¿Hoy Es Mañana?                                | Para Música (México) |
| 1997              | Anclado En Mi Corazón                          | Para Música (México) |
| 2000              | Baby Blue                                      | Fonovisa (México)    |
| 2005              | Antologia (Álbum Recopilatorio)                | Fonovisa (México)    |
| 2006              | Una rebelde en solitario (Álbum Recopilatorio) | Fonovisa (México)    |
| 2007              | Antes de ser rebelde (Álbum Recopilatorio)     | Fonovisa (México)    |
| 2009              | Mi Delirio                                     | EMI/Capitol Records  |
| 2010              | Mi Delirio Deluxe                              | EMI/Capitol Records  |
| 2016              | Inesperado                                     | Universal Music      |

### Senzills
- 1996: «Descontrolándote»
- 1996: «Corazón de bombón»
- 1996: «Por volverte a ver»
- 1996: «No me comparen»
- 1997: «Anclado en mi corazón»
- 1997: «Escándalo»
- 1997: «Salsa reggae»
- 2000: «Primer amor»
- 2001: «Superenamorándome»
- 2001: «Juntos» feat Kuno Becker
- 2001: «Desesperadamente sola»
- 2001: «Tu amor cayó del cielo»
- 2009: «Mi delirio»
- 2010: «Quiero»
- 2010: «Me hipnotizas»
- 2010: «Alérgico»
- 2011: «Para Qué»
- 2011: «Dividida»
- 2011: «Click»
- 2013: «Absurda»
- 2015: «Rumba» feat Wisin
- 2015: «Boom Cha» feat Zuzuka Poderosa
- 2016: «Eres» feat Julion Alvarez
- 2016: «Amnesia»